# الزوجة التقليدية
يشير مصطلح الزوجة التقليدية أو ربة المنزل التقليدية إلى المرأة التي تفضل القيام بدور تقليدي أو تقليدي للغاية في الزواج، بما في ذلك الاعتقاد بأن مكان المرأة هو المنزل وأن الزوجات يجب أن تكون تحت جناح أو حماية الزوج. اختار بعض الزوجات التقليديات ترك وظائفهم في الأعمال التجارية أو في الحياة العامة للتركيز بدلاً من ذلك على أسرهم وتربية الأطفال.

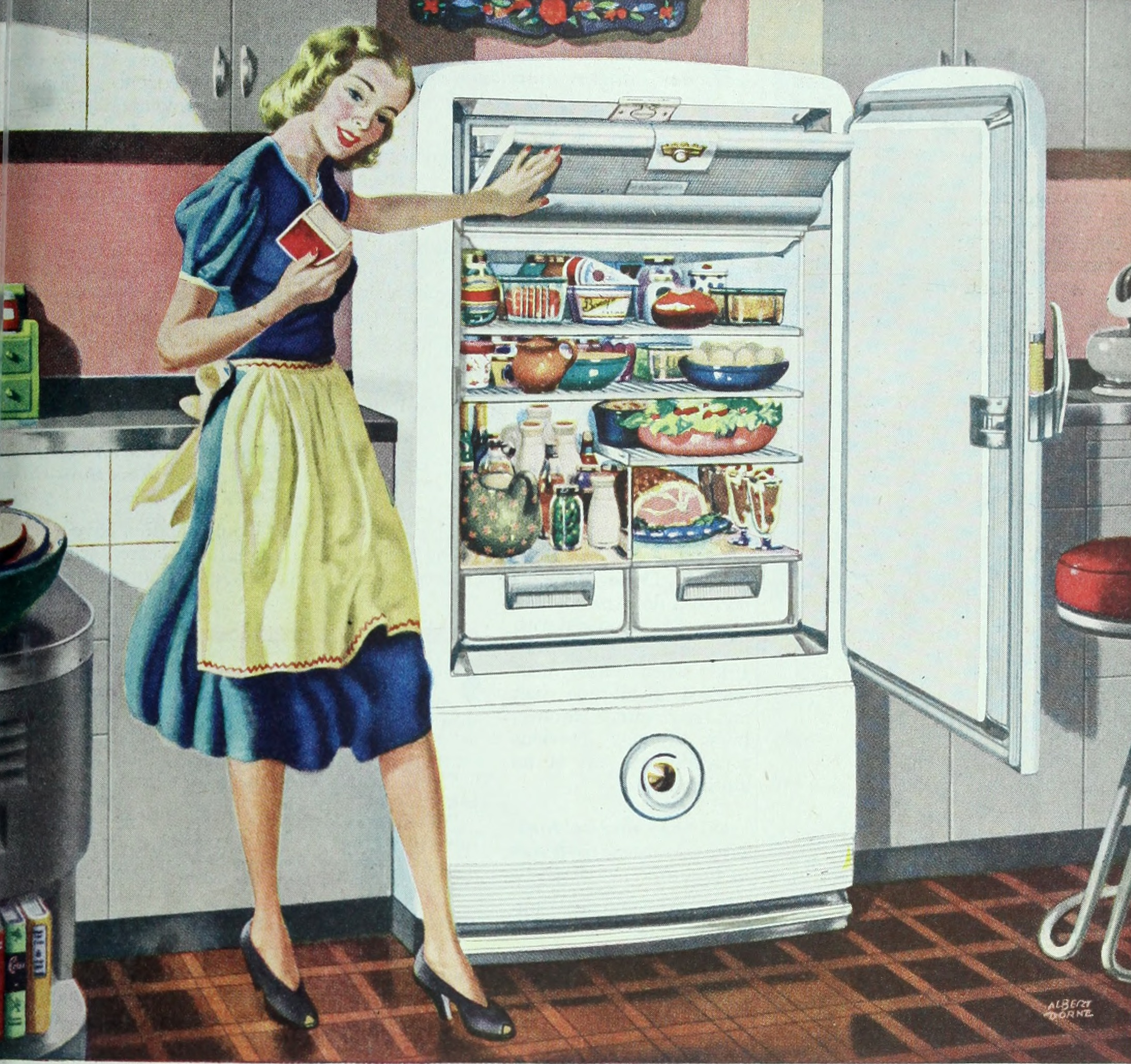
إعلان في مجلة ليديز هوم جورنال من عام 1948 يظهر ربة منزل مع ساحة وثلاجة ممتلئة بشكل كبير

انتشر استخدام مصطلح الزوجة التقليدية جزئيًا عبر حسابات مواقع التواصل الاجتماعي على موقعي يوتيوب وإنستغرام، حيث تظهر النساء يمجدن فضائل البقاء في المنزل، وإعداد وجبات الطعام، وإنجاب العديد من الأطفال وتربيتهم، والخضوع لقيادة الذكور، والتصرف مثل «الزوجات التقليديات».
أشار تقرير نشرته مجلة أمريكا، وهي مطبوعة كاثوليكية ليبرالية، إلى أن بعض الزوجات التقليديات قد قاموا بارتداء الحجاب في الكنيسة من أجل جذب الرجال اليهم.
هذا المفهوم مثير للجدل جزئيًا بسبب الارتباط في الولايات المتحدة وبريطانيا مع اليمين البديل، سيادة البيض، والحزب الجمهوري. فهو يتعارض العديد من مبادئ الحركة النسوية ويقبل فكرة أن الزوج هو الشخصية المهيمنة في المنزل. أشارت آني كيلي، كاتبة العمود في صحيفة نيويورك تايمز، أن هناك روابط بين فكرة الزوجات وسيادة البيض في أن الحركة حثت المزيد من النساء البيض على إنجاب أطفال لتعويض انخفاض معدل المواليد. كما وصفت هيفزيبا أندرسون، كاتبة في مجلة بروسبكت، حركة الزوجة التقليدية بأنها تطور هامشي.